# Ricímero
Flávio Ricímero (405 — 18 de agosto de 472) foi um general romano de origem visigoda que liderou parte do exército romano e efetivamente controlou parte do Império Romano do Ocidente.
Era filho de um príncipe dos suevos e da filha de Vália, rei dos visigodos. Cristão ariano, pertencia à nobreza visigoda, mas percebendo que não teria uma carreira promissora, preferiu servir ao exército romano e teve sucesso em batalhas comandando tropas, muito por sua habilidade já que o exército tinha perdido a disciplina militar que teve nos tempos de glória do passado. Ricímero obteve vitórias defendendo territórios contra os bárbaros vândalos vindos de Cartago que invadiram a Sicília buscando saques. Durante o século V, era comum a presença de bárbaros no exército romano, inclusive em posições de comando.
Com seu poder crescente, destituiu o imperador romano Ávito, que na época já não tinha o mesmo poder de seus antecessores e posteriormente o assassinou. O general Ricímero não assumiu o império, mas patrocinou um romano para assumir o trono, fazendo aclamar Majoriano como novo imperador. Posteriormente, também foi responsável por sua morte e pela nomeação do imperador que o sucedeu, Líbio Severo. Foi também instrumental na remoção do seguinte imperador, Antémio Procópio, sendo mesmo responsabilizado pelo seu assassinato por algumas fontes.

## Morte
Ricímero "reinou" até sua morte. Seis semanas depois de ter deposto Antémio, Ricímero morreu de hemorragia em 18 de agosto de 472. Seu título de Patrício e a posição como Comandante Supremo foram assumidas por seu sobrinho Gundebaldo.
Sem esta poderosa figura para guiá-lo, e destabilizado pelos estados de guerra civil despoletados por Rícimero, o Império Romano do Ocidente experimentou uma sucessão ainda mais rápida de imperadores, nenhum dos quais foi capaz de efetivamente consolidar o poder.

## Nota
- History Channel, Série - Roma Ascensão e Queda do Império Romano, programa exibido em 2009. O episódio sobre Ricimero tem o sugestivo título de "O Mestre dos Fantoches".[1]